# Europavej E28
E28 er en europavej der går i øst-vestlig retning gennem Central- og Østeuropa. Europavejen begynder nær Berlins bygrænse på Berliner Ring i Brandenburg og går gennem Polen, Rusland (Kaliningrad Oblast) og Litauen til den hviderussiske hovedstad Minsk.

## Rute
Tyskland
Følger A11
- Berlin
- Prenzlau

Polen
- Szczecin
- Goleniów
- Koszalin
- Słupsk
- Gdańsk
- Elbląg

Rusland
- Kaliningrad
- Nesterov

Litauen
Følger A16 og A3
- Marijampolė
- Vilnius

Hviderusland
- Minsk